# Adventures in Foam
Albums de Cujo
Bricolage
(1997)
Adventures In Foam est le premier album du DJ Amon Tobin sous le pseudonyme de Cujo. Paru en 1996 sur le label londonien Ninebar Records, la sortie de ce disque va permettre à l'artiste de signer avec le label anglais Ninja Tune. Le disque comporte lors de sa sortie quatorze titres entre Trip hop et Breakbeat avec déjà ce son "jazzy" qui fera la caractéristique de chacune des productions du DJ.
Peu avant la sortie de l'album Bricolage qui marquera les débuts de l'artiste en 1997 chez Ninja Tune, la société américaine Shadow Records réédite Adventures In Foam, change les pochettes, modifie l'ordre des titres et place des inédits, tout en violant les droits d'auteur.
L'album bénéficiera d'une réédition chez Ninja Tune en 2002 avec six titres (dont deux versions différentes) supplémentaires, à l'époque délaissés par la maison de disques. Ceci afin de contrer définitivement l'édition américaine piratée.

## Titres

### Édition Ninebar

#### CD
1. "Adventures In Foam Intro" – 1 min 49 s
2. "Cat People" – 5 min 55 s
3. "Northstar" – 6 min 09 s
4. "Fat Ass Joint" – 5 min 42 s
5. "Ol' Bunkhouse" – 5 min 47 s
6. "Paris Streatham" – 4 min 57 s
7. "A Vida" – 4 min 07 s
8. "Traffic" – 5 min 52 s
9. "Reef's Edge (Interval)" – 1 min 59 s
10. "The Sighting" – 4 min 33 s
11. "Break Charmer" – 4 min 09 s
12. "The Method" – 6 min 26 s
13. "On The Track" – 5 min 43 s
14. "Cruzer" – 14 min 28 s

- Le titre Cruzer comprend un morceau caché à partir 12 min 39 s. L'édition américaine par Shadow Records n'en tiendra pas compte.

#### 2x12"
Face A
1. "The Method"
2. "Ol' Bunkhouse"
3. "On The Track"

Face B
1. "Cat People"
2. "Break Charmer"
3. "Fat Ass Joint"

Face C
1. "A Vida"
2. "Paris Streatham"
3. "North Star"

Face D
1. "Traffic"
2. "The Sequel"
3. "Cruzer"

### Édition Shadow Records
Cette édition pirate ne fait pas partie de la discographie officielle d'Amon Tobin.
1. "Adventures In Foam Intro"
2. "Traffic"
3. "The Light"
4. "Cat People"
5. "Paris Streatham"
6. "A Vida"
7. "Fat Ass Joint"
8. "The Brazilianaire"
9. "Northstar"
10. "Break Charmer"
11. "Clockwork" (nom différent pour la piste "The Sequel")
12. "Reef's Edge (Interval)"
13. "The Sighting"
14. "Cruzer"

### Réédition Ninja Tune

#### Disque 1
1. "Adventures In Foam Intro" – 1 min 49 s
2. "Cat People" – 5 min 55 s
3. "Northstar" – 6 min 09 s
4. "Fat Ass Joint" – 5 min 42 s
5. "Ol' Bunkhouse" – 5 min 47 s
6. "Paris Streatham" – 4 min 57 s
7. "A Vida" – 4 min 07 s
8. "Traffic" – 5 min 52 s
9. "Reef's Edge (Interval)" – 1 min 59 s
10. "The Sighting" – 4 min 33 s
11. "Break Charmer" – 4 min 09 s
12. "The Method" – 6 min 26 s
13. "On The Track" – 5 min 43 s
14. "Cruzer" – 14 min 28 s

#### Disque 2
1. "The Brazilianaire" – 6 min 20 s
2. "4 or 6" – 5 min 40 s
3. "Mars Brothers" – 5 min 06 s
4. "Popsicle" – 4 min 37 s
5. "The Light" – 5 min 15 s
6. "The Sequel" – 7 min 52 s